# Цугол (полигон)
Цу́гол (бур. Сγγгэл) — общевойсковой военный полигон Вооружённых сил Российской Федерации. Расположен в Забайкальском крае неподалёку от села Цугол Могойтуйского района Агинского Бурятского округа. Находится на территории Восточного военного округа. Являлся одним из основных мест проведения крупнейших с 1981 года военных учений Восток-2018. В остальное время, до и после общевойсковых учений, является тренировочным местом в ходе полевых выходов для подразделений Восточного военного округа.
Площадь полигона Цугол составляет 57 тыс. гектаров в длину 36 км, в ширину 24 км. Полигон создан в 1951 году в 200 км от границы с Китаем. Задачей полигона ставилась всесторонная отработка навыков в условиях приближенных к реальным боевым действиям для этого региона. Река Онон позволяет отрабатывать преодоление водных преград, а окружающие полигон сопки — захват доминирующих высот.